# Pietro Ferrero
Pietro Ferrero (Farigliano, 2 de setembro de 1898 – Farigliano, 2 de março de 1949) foi um confeiteiro e empresário italiano que, em 1942, fundou a empresa Ferrero (especializada em chocolates), na cidade de Alba. A empresa dele inventou a Nutella, um creme de avelã, que agora é vendido em mais de 160 países. Os famosos Ferrero Rocher também são feitos por sua empresa, a Ferrero, assim como os Tic Tacs e vários chocolates Kinder.